# Laxknut

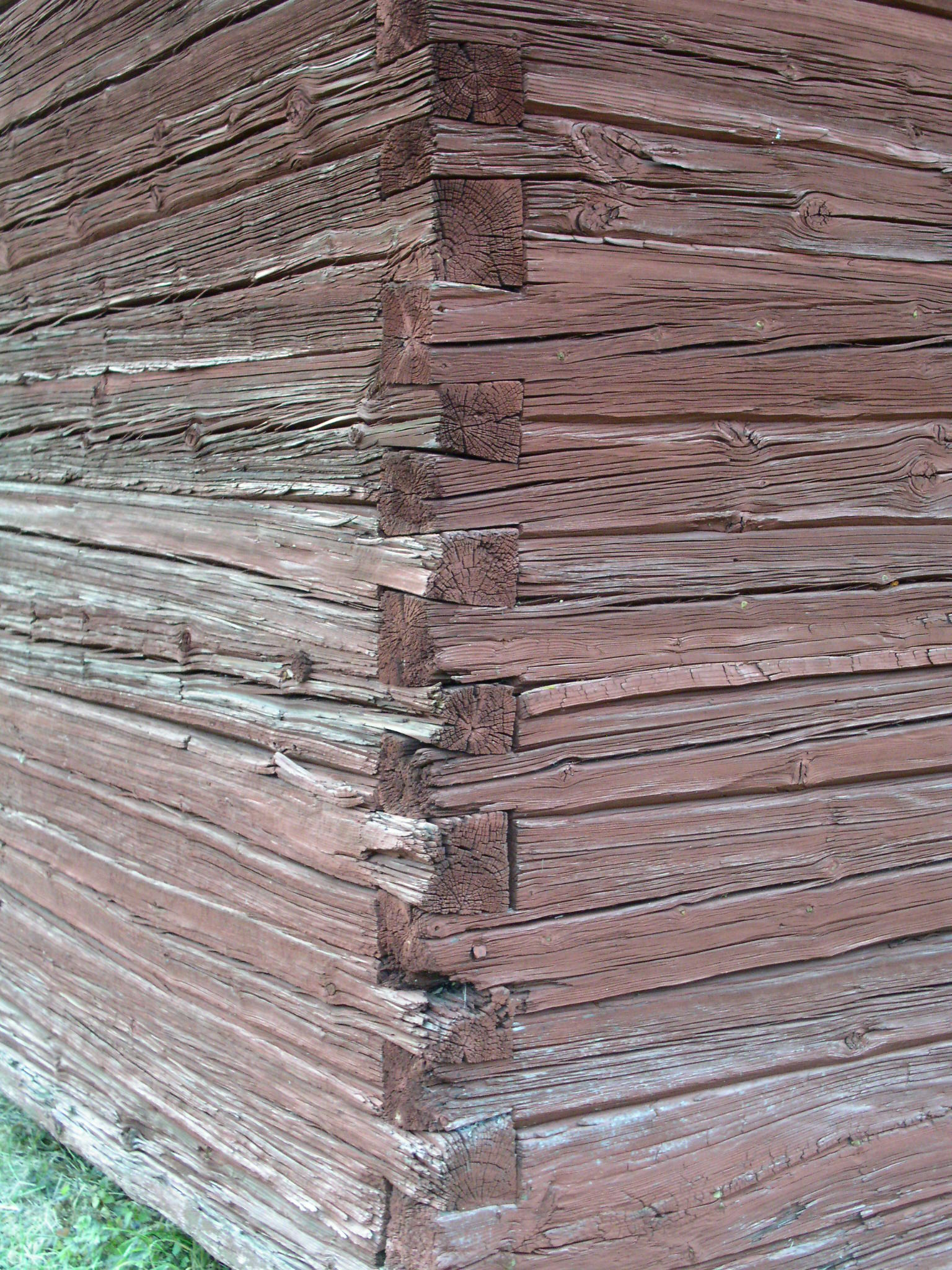
Laxknut på bod i Grangärde

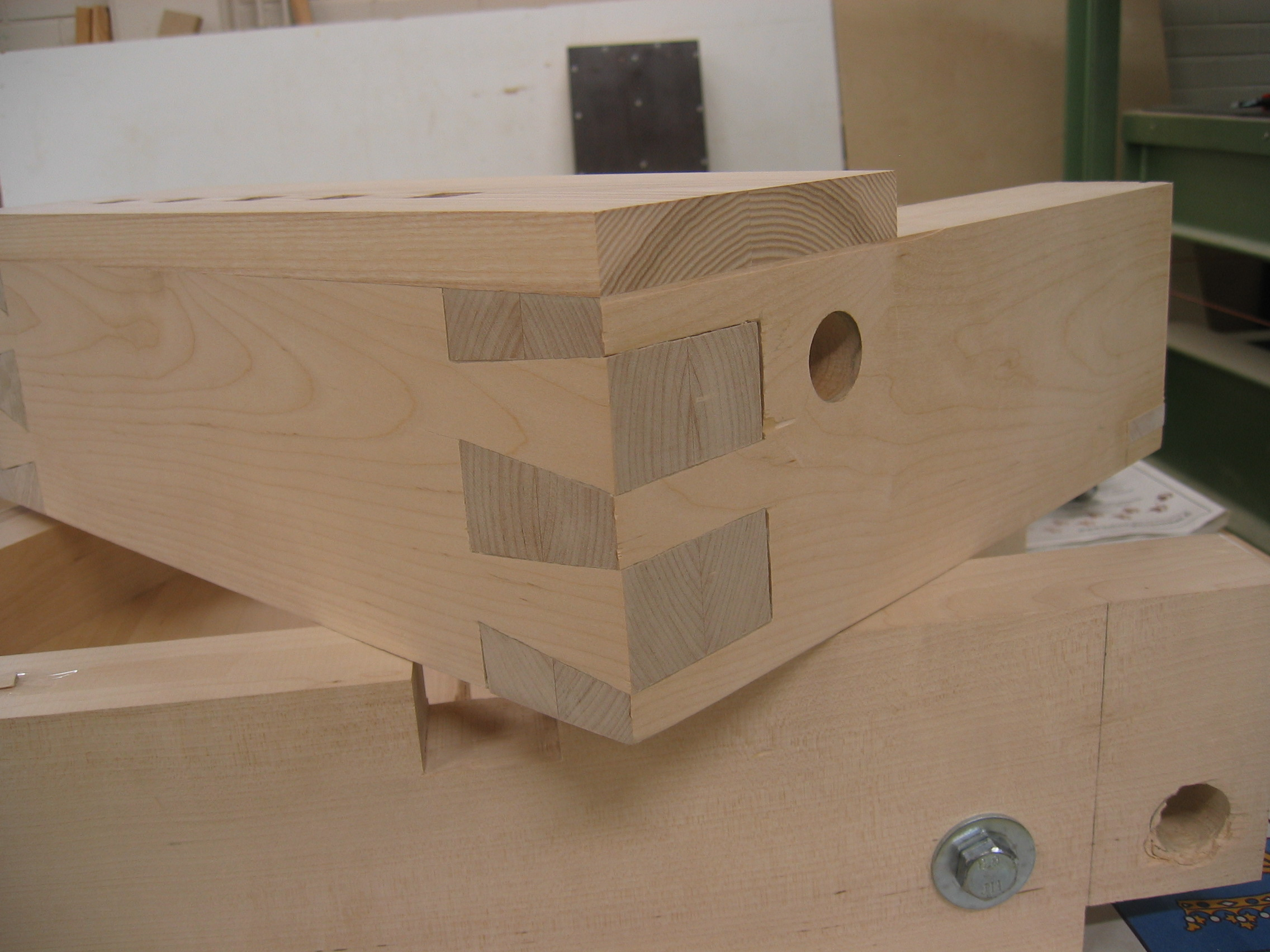
Laxknut

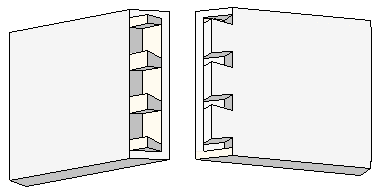
Dold laxknut

Laxknut, eller slätknut är en metod i husbyggnation och finsnickeri för att foga samman två väggar eller sidor av trä. Dock innehåller laxknuten vid timmerknutar fler vinklar jämfört den som används vid finsnickeri.
En laxknut saknar knutskallar och låsningen av de två träelementen i vinkel mot varandra sker genom att anliggande ytor görs sneda. 
I hustillverkning i Norden utvecklades laxknutar från den knuttimringsteknik, som var känd redan på 800-talet. Laxknuten var vanlig på timmerhus på 1800-talet, bland annat för att den släta knuten underlättade inklädsel av huset med brädpanel.
Laxknuten går även att göra mer hållbar genom att lägga till en klack i ändan på knuten. Denna metod heter laxknut med klack och användes till exempel vid rekonstrueringen av orangeriet vid Gunnebo slott.
I finsnickerier används laxknutar (även känt som dovetail) för att göra konstruktionen starkare, till exempel i kistor och lådor. Laxknuten kan i sådana sammanhang vara dold, genom att utmejslingen inte görs genomgående.